# Epigelasma olsoufieffi
Epigelasma olsoufieffi är en fjärilsart som beskrevs av Claude Herbulot 1972. Epigelasma olsoufieffi ingår i släktet Epigelasma och familjen mätare. Inga underarter finns listade i Catalogue of Life.